# Bardo (Police)
Bardo (do 1945 niem. Schanze) – obiekt fizjograficzny typu szaniec w Policach na wyspie Polickie Łąki, nad Domiążą.

## Historia
Na początku XX wieku nad Odrą w Bardzie znajdowała się plaża i przeprawa wodna (prom SS Randow) do Świętej. Przed 1914 na tym terenie mieszkały 2 osoby. W latach 1939–1945 Bardo było na terenie Wielkiego Miasta Szczecin.
W czasie II wojny światowej miejsce nie ucierpiało, obszar ten został zajęty w kwietniu 1945 r. przez wojska radzieckie (2 Front Białoruski – 2 Armia Uderzeniowa), a została oddana pod administrację polską we wrześniu 1946 r., po likwidacji tzw. Enklawy Polickiej.
Polską nazwę Bardo ustalono urzędowo rozporządzeniem Ministra Administracji Publicznej z dnia 17 września 1949 roku.